# Ленкавка
Ленкавка (пол. Łękawka) — річка в Польщі, у Бельському повіті Сілезького воєводства. Права притока Вісли, (басейн Балтійського моря).

## Опис
Довжина річки приблизно 9,37 км, найкоротша відстань між витоком і гирлом — 7,81 км, коефіцієнт звивистості річки — 1,20 . Формується безіменною притокою та загатою.

## Розташування
Бере початок у селі Бествіна. Спочатку тече переважно на північний схід через село Бествінку, потім на північний захід і на північно-східній стороні від Канюва впадає у річку Віслу.
Населені пункти вздовж берегової смуги: Яновіце, Данковіце.

## Цікавий факт
- У селі Бествінка річку перетинає залізниця. На правому березі річки за 619 м розташована залізнична станція Данковіце, а на лівому березі за 1,82 м — Канюв.